# Niddy Impekoven
Niddy Impekoven (2 de noviembre de 1904 - 20 de noviembre de 2002) fue una coreógrafa, bailarina y actriz alemana. 

## Biografía
Su verdadero nombre era Luise Impekoven, y nació en Berlín, Alemania, siendo sus padres Toni y Frieda Impekoven, y su tía Sabine Impekoven. 
Desde 1914 a 1917 se formó en Fráncfort del Meno – especialmente con el bailarín y posterior maestro de ballet de la opera municipal Heinrich Kröller – y después en la Escuela de Gimnasia Clásica del Schloss Bieberstein, en el Rhön. En 1918 actuó en el Staatsoper Unter den Linden de Berlín con un programa ensayado con su profesor, Heinrich Kröller. Para sus actuaciones se inspiró, entre otros, en las muñecas de baile de Lotte Pritzel y Erna Pinner. Impekoven fue conocida por interpretar una pieza de estilo estampie (Trampeltanz) titulada Münchner Kaffeewärmer y compuesta por Carl Englert. Fue una de las bailarinas modernas que hicieron más giras por Europa y América, dedicada exclusivamente a interpretar a los grandes maestros alemanes Johann Sebastian Bach, Ludwig van Beethoven, Franz Schubert y Robert Schumann.
Además de su trayectoria como bailarina, ella actuó en tres producciones cinematográficas.
Tras finalizar su carrera de baile, Niddy Impekoven vivió en Basilea, Suiza. Falleció en la población suiza de Bad Ragaz en 2002. Su patrimonio se conserva en el Archivo Alemán de la Danza, en Colonia.

## Impekoven y las bellas artes
Niddy Impekoven fue representada en pinturas, dibujos, grabados y figuras de porcelana. Una de las más conocidas es una figura Art déco de 1922 del fabricante Friedrich Goldscheider diseñada por Josef Lorenzl, con Niddy Impekoven representando Gefangenen Vogels. Esta figura se vendió en todo el mundo y sigue siendo muy popular entre los coleccionistas de la cerámica Art déco.

## Filmografía
- 1923: Die Pritzelpuppe
- 1924: Armes kleines Mädchen (con Fritz Kortner).
- 1924/25: Wege zu Kraft und Schönheit